# Жикул, Александр Сергеевич
Александр Сергеевич Жикул (рум. Alexandru Jicul; 23 января 1982) — молдавский и российский футболист.

## Клубная карьера
С 2005 по 2006 годы выступал за «Динамо» из города Бендеры. С 2007 по 2008 годы играл за кишинёвский «Бешикташ». В 2009 году стал одним из главных приобретений «Шексны» в межсезонье. В том сезоне был лучшим бомбардиром клуба. С 2014 по 2015 годы играл за любительский клуб ТЕКС (Ивантеевка).